# Trolejbusová doprava ve Vratislavi
V polské Vratislavi byla na začátku 20. století krátký čas v provozu první trolejbusová síť na území dnešního Polska.
První, a také jediná vratislavská trolejbusová trať (systému Lloyd – Kohler) byla zprovozněna 20. března 1912 společností Gleislose Bahn Brockau GmbH (Bezkolejová dráha Brochów). Linka byla dlouhá 4,4 km a vedla od tramvajové vozovny ve Wilczym Kątu do tehdy samostatného města Brochów (nyní část Vratislavi). Kvůli technickým problémům ale byla již v roce 1913 zrušena.
Provoz obstarávaly čtyři trolejbusy a dva vlečné vozy.
V roce 1947 se ve Vratislavi vážně uvažovalo o zprovoznění několika trolejbusových linek. Dokonce bylo do města dovezeno sedm vozů Fiat z Valbřichu. Ty ale byly o dva roky později předány do Gdyně a trolejbusy se tak po Vratislavi již nikdy nerozjely.